# Julián Campo Sainz de Rozas
Julián Campo Sainz de Rozas (Madrid, Espanya 1938) és un polític espanyol que fou Ministre d'Obres Públiques i Urbanisme entre 1982 i 1985.

## Biografia
Va néixer el 1938 a la ciutat de Madrid. Va estudiar ciències econòmiques i enginyeria industrial a la Universitat Complutense de Madrid, esdevenint posteriorment Inspector de Finances del Ministeri d'Economia i Hisenda d'Espanya.

## Activitat política
Membre del Partit Socialista Obrer Espanyol (PSOE), en la formació del primer govern presidit Felipe González fou nomenat Ministre d'Obres Públiques i Urbanisme, càrrec que deixà el 1985 en la primera remodelació del govern.
En les eleccions generals espanyoles de 1986 fou escollit diputat al Congrés en representació de la circumscripció de Madrid, abandonant però el seu escó el novembre del mateix any.